# Vandoideae
Vandoideae is een voormalige onderfamilie van de orchideeënfamilie. De bloemen van deze onderfamilie waren gekenmerkt door een gynostemium met een stipum tussen het viscidium en de pollinia.
De Vandoideae vormt nu de clade hogere Epidendroideae in de onderfamilie Epidendroideae..